# Мерідіан-Стейшен (Міссісіпі)
Мерідіан-Стейшен (англ. Meridian Station) — переписна місцевість (CDP) в США, в окрузі Лодердейл штату Міссісіпі. Населення — 581 особа (2020).

## Географія
Мерідіан-Стейшен розташований за координатами 32°32′55″ пн. ш. 88°36′27″ зх. д. / 32.54861° пн. ш. 88.60750° зх. д. (32.548645, -88.607414).  За даними Бюро перепису населення США в 2010 році переписна місцевість мала площу 4,48 км², з яких 4,36 км² — суходіл та 0,12 км² — водойми.

## Демографія
Згідно з переписом 2010 року, у переписній місцевості мешкало 1090 осіб у 141 домогосподарстві у складі 129 родин. Густота населення становила 243 особи/км².  Було 162 помешкання (36/км²).
Расовий склад населення:
| - 60,8 % — білих - 26,2 % — чорних або афроамериканців - 4,4 % — азіатів - 0,5 % — корінних американців - 0,4 % — вихідців з тихоокеанських островів - 3,5 % — осіб інших рас |

До двох чи більше рас належало 4,2 %. Частка іспаномовних становила 13,8 % від усіх жителів.
За віковим діапазоном населення розподілялося таким чином: 18,3 % — особи молодші 18 років, 81,2 % — особи у віці 18—64 років, 0,5 % — особи у віці 65 років та старші. Медіана віку мешканця становила 21,6 року. На 100 осіб жіночої статі у переписній місцевості припадало 178,1 чоловіків;  на 100 жінок у віці від 18 років та старших — 208,0 чоловіків також старших 18 років.
Середній дохід на одне домашнє господарство  становив 64 538 доларів США (медіана — 63 438), а середній дохід на одну сім'ю — 67 353 долари (медіана — 63 929). Медіана доходів становила 19 786 доларів для чоловіків та 15 104 долари для жінок. 
Цивільне працевлаштоване населення становило 91 осіб. Основні галузі зайнятості: публічна адміністрація — 46,2 %, транспорт — 15,4 %, роздрібна торгівля — 13,2 %, науковці, спеціалісти, менеджери — 13,2 %.